# Анджело, Ашер Моисеевич
Аше́р Моисе́евич А́нджело (25 июня 1918, Симферополь — 1995) — участник советско-финской и ветеран Великой Отечественной войн, кавалер пяти орденов Красной Звезды, полковник.

## Биография
Родился в Симферополе, крымчак. Член КПСС. Призван в РККА в сентябре 1938 года Симферопольским районным военкоматом. Участник войны с Финляндией с 10 февраля по 3 марта 1940. На фронтах Великой Отечественной войны в должности командира стрелковой роты 328-го гвардейского стрелкового полка 104-й стрелковой дивизии Юго-Западного, а затем 3-го Украинского фронта. 28 марта 1945 года был легко ранен у реки Рабы.
Супруга — Мария Николаевна Анджело, сын — Юрий Ашерович Анджело, также военнослужащий.

### Звания
- гвардии лейтенант;
- подполковник[6];
- полковник.

### Награды
- орден Отечественной войны I степени (6 апреля 1985)[7];
- пять орденов Красной Звезды (7 июня 1945[4], 20 сентября 1947, 30 апреля 1954, 23 февраля 1968, 21 февраля 1969);
- медали: «За взятие Вены», «За победу над Германией в Великой Отечественной войне 1941–1945 гг.» (10.10.1945), «За боевые заслуги» (03.08.1948; 20.06.1949)[8] и юбилейные.